# Batalla de Punta del Médano
La batalla de Punta del Médano fue un enfrentamiento ocurrido el 31 de agosto de 1821 en un lugar conocido como Punta del Médano, ubicado en la provincia de San Juan, Argentina. En él se enfrentaron las fuerzas del general José Miguel Carrera, que pretendían llegar a Chile a través de la provincia, y las del comandante José Albino Gutiérrez, las cuales tenían el fin de defender el territorio cuyano.